# مونا سکس
مونا سَکس (به انگلیسی: Mona Sax)؛ یک شخصیت خیالی در مجموعه بازی نئو-نوآر مکس پین است. این شخصیت برای نخستین بار در قسمت دوم بازی‌های مکس پین، یعنی سقوط مکس پین و در نقش یک زن اغواگر ظاهر می‌شود. مونا یک آدمکش قراردادی مرموز است که در طول داستان وارد یک رابطه بسیار خطرناک با کارآگاه پلیس مکس پین می‌شود.
ظاهر این شخصیت توسط کتی تانگ طراحی شد و جولیا مرنی و وندی هوپس به جای این شخصیت در بازی‌ها صحبت کرده‌اند. در فیلم اقتباسی از بازی مکس پین؛ میلا کونیس نقش این شخصیت را ایفا کرده‌است. شخصیت پردازی این کاراکتر در فیلم با بازی دارای تفاوت‌های نسبتاً زیادی است.